# Finbar Lynch
Finbar Lynch (* 28. August 1959 in Dublin) ist ein irischer Schauspieler.

## Leben und Karriere
Finbar Lynch wurde als einer von drei Söhnen in der irischen Hauptstadt Dublin geboren, zog später im Alter von 11 Jahren mit seiner Familie in das Dorf Indreabhán, wo der Vater ein Bekleidungsgeschäft betrieb.
Lynch zog es später nach Dublin zurück um eine Schauspielkarriere in Gang zu setzen. Nachdem er vielfach aufgrund mangelnder Erfahrung abgewiesen wurde, konnte er eine kleine Rolle in einer Bühneninszenierung des Stücks Endstation Sehnsucht von Tennessee Williams ergattern und so den Grundstein für einen Werdegang im Schauspielgeschäft setzen. So wurde er 1999 sowohl für einen Tony Award als Bester Nebendarsteller, als auch für einen Drama Desk Award in derselben Kategorie für seine Darstellung des Canary Jim aus dem Stück Not About Nightingales, einem weiteren Stück Tennessee Williams’, nominiert.
Lynch war erstmals 1983 in einer Fernsehserie zu sehen, so in Glenroe. 1988 spielte er eine wiederkehrende Rolle als Persse McGarrigle in der Mini-Serie Small World. Neben weiteren Serienauftritten, etwa in Waking the Dead – Im Auftrag der Toten, Silk – Roben aus Seide oder Game of Thrones, übernahm Lynch auch Filmrollen, so in To Kill a King, Mathilde, Kind 44 oder Suffragette – Taten statt Worte.
Er ist mit der Schauspielerin Niamh Cusack verheiratet, zusammen haben sie einen Sohn, Calam, der ebenfalls als Schauspieler tätig ist.

## Filmografie (Auswahl)
- 1983: Glenroe (Fernsehserie)
- 1983: The Schooner
- 1986: Rawhead Rex
- 1988: Small World (Mini-Serie, 6 Episoden)
- 1994: Between the Lines (Fernsehserie, Episode 3x04)
- 1996: William Shakespeares Sommernachtstraum (A Midsummer Night’s Dream)
- 1998: The Scold’s Bridle (Fernsehserie, 2 Episoden)
- 2000: Waking the Dead – Im Auftrag der Toten (Waking the Dead, Fernsehserie, 2 Episoden)
- 2001: Mind Games (Fernsehfilm)
- 2003: Red Cap (Fernsehserie, Episode 1x05)
- 2003: To Kill a King
- 2004: Mathilde
- 2004–2005: Proof (Fernsehserie, 8 Episoden)
- 2005: Dalziel and Pascoe (Fernsehserie, 2 Episoden)
- 2008: George Gently – Der Unbestechliche (Inspector George Gently, Fernsehserie, Episode 1x01)
- 2012: Silk – Roben aus Seide (Silk, Fernsehserie, 2 Episoden)
- 2012: The Hollow Crown (Fernsehserie, Episode 1x01)
- 2013: Numbers Station (The Numbers Station)
- 2013: Breathless (Fernsehserie, 5 Episoden)
- 2014: Inspector Banks (Fernsehserie, 2 Episoden)
- 2014: Game of Thrones (Fernsehserie, Episode 4x03)
- 2015: Die Musketiere (The Musketeers, Fernsehserie, Episode 2x03)
- 2015: Kind 44 (Child 44)
- 2015: Suffragette – Taten statt Worte (Suffragette)
- 2015: Departure
- 2015: Between Lambs and Lions
- 2016: Property of the State
- 2018: Black 47
- 2019: Treadstone (Fernsehserie, 3 Episoden)
- 2019: The Mallorca Files (Fernsehserie, Episode 1x03)
- 2020: Adventures of a Mathematician
- 2020: Devils (Fernsehserie, Episode 1x04)
- seit 2021: Takeover (Podcastserie)
- 2022: York Witches’ Society
- 2022: Goblins – Tödliche Biester (Unwelcome)

## Auszeichnungen und Nominierungen
- 1999: Nominierung für einen Tony Award in der Kategorie Bester Nebendarsteller für Not About Nightingales
- 1999: Nominierung für einen Drama Desk Award in der Kategorie Bester Nebendarsteller für Not About Nightingales